# Exyrias ferrarisi
Exyrias ferrarisi är en fiskart som beskrevs av Murdy, 1985. Exyrias ferrarisi ingår i släktet Exyrias och familjen smörbultsfiskar. Inga underarter finns listade i Catalogue of Life.